# Ophthalmoptera longipennis
Ophthalmoptera longipennis är en tvåvingeart som beskrevs av Friedrich Georg Hendel 1909. Ophthalmoptera longipennis ingår i släktet Ophthalmoptera och familjen fläckflugor.
Artens utbredningsområde är Bolivia. Inga underarter finns listade i Catalogue of Life.